# 胡安·包蒂斯塔·德·托莱多

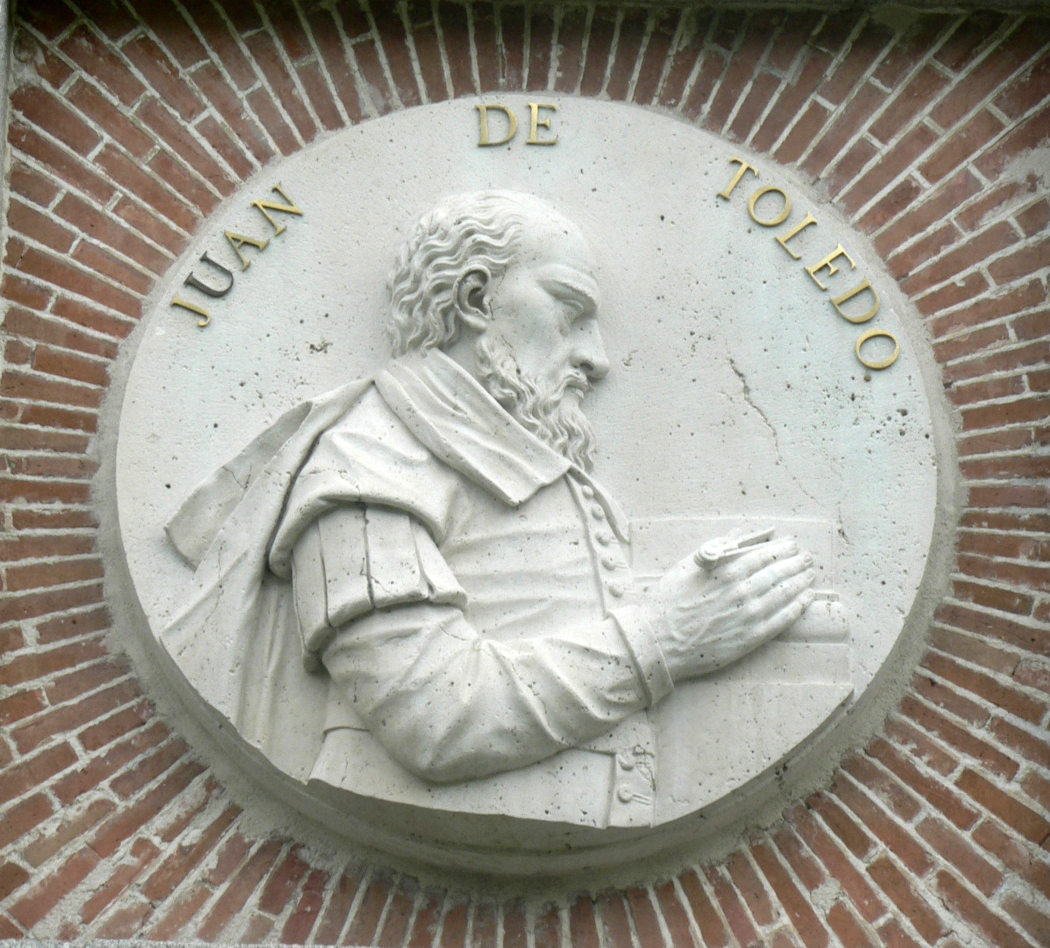
Juan Bautista de Toledo, Museo del Prado

胡安·包蒂斯塔·德·托莱多（西班牙語：Juan Bautista de Toledo；約1515年—1567年5月19日）是一位西班牙的建筑师。他曾于文艺复兴时就读于意大利。